# Coalition de centre droit
La coalition de centre droit (italien : coalizione di centro-destra) est une coalition électorale informelle de partis politiques italiens de centre droit, de droite et d'extrême droite résultant d'une alliance électorale.
Sous différents noms — « Pôle des libertés - Pôle du bon gouvernement », « Pôle pour les libertés », « Maison des libertés » —, elle participe aux élections générales de 1994, 1996, 2001, 2006, 2008, 2013, 2018 et 2022.

## Historique

### Lancement
La coalition est fondée par Silvio Berlusconi en vue des élections générales de 1994 avec des partis d’extrême droite tels que Alliance nationale ou la Ligue du Nord et avec la participation de petits partis du centre ou centre droit.
Le terme « centre-droit » est jugé trompeur par une partie de la presse puisque la coalition intègre des formations d’extrême droite, y compris néofascistes.

### Élections générales de 1994
La coalition appelée Pôle des libertés dans le nord du pays était composée comme suit :
| Partis | Partis                          | Idéologie                         | Chef de file           |
| ------ | ------------------------------- | --------------------------------- | ---------------------- |
|        | Forza Italia (FI)               | Libéral-conservatisme             | Silvio Berlusconi      |
|        | Ligue du Nord (LN)              | Régionalisme, populisme de droite | Umberto Bossi          |
|        | Centre chrétien-démocrate (CCD) | Démocratie chrétienne             | Pier Ferdinando Casini |
|        | Liste Pannella (LP)             | Libertarianisme                   | Marco Pannella         |
|        | Union de centre                 | Libéralisme                       | Raffaele Costa         |

La coalition appelée Pôle du bon gouvernement dans le sud du pays était composée comme suit :
| Partis | Partis                          | Idéologie              | Chef de file           |
| ------ | ------------------------------- | ---------------------- | ---------------------- |
|        | Forza Italia (FI)               | Libéral-conservatisme  | Silvio Berlusconi      |
|        | Alliance nationale (AN)         | National-conservatisme | Gianfranco Fini        |
|        | Centre chrétien-démocrate (CCD) | Démocratie chrétienne  | Pier Ferdinando Casini |
|        | Union de centre                 | Libéralisme            | Raffaele Costa         |

### Élections générales de 1996
La coalition appelée Pôle pour les libertés est composée comme suit :
| Partis | Partis                          | Idéologie              | Chef de file           |
| ------ | ------------------------------- | ---------------------- | ---------------------- |
|        | Forza Italia (FI)               | Libéral-conservatisme  | Silvio Berlusconi      |
|        | Alliance nationale (AN)         | National-conservatisme | Gianfranco Fini        |
|        | Centre chrétien-démocrate (CCD) | Démocratie chrétienne  | Pier Ferdinando Casini |
|        | Chrétiens démocrates unis (CDU) | Démocratie chrétienne  | Rocco Buttiglione      |

### Élections générales de 2001
La coalition appelée Maison des libertés est composée comme suit :
| Partis | Partis                                  | Idéologie                         | Chef de file           |
| ------ | --------------------------------------- | --------------------------------- | ---------------------- |
|        | Forza Italia (FI)                       | Libéral-conservatisme             | Silvio Berlusconi      |
|        | Alliance nationale (AN)                 | National-conservatisme            | Gianfranco Fini        |
|        | Centre chrétien-démocrate (CCD)         | Démocratie chrétienne             | Pier Ferdinando Casini |
|        | Chrétiens démocrates unis (CDU)         | Démocratie chrétienne             | Rocco Buttiglione      |
|        | Ligue du Nord (LN)                      | Régionalisme, populisme de droite | Umberto Bossi          |
|        | Nouveau parti socialiste italien (NPSI) | Socialisme libéral                | Gianni De Michelis     |
|        | Parti républicain italien (PRI)         | Social-libéralisme                | Giorgio La Malfa       |

### Élections générales de 2006
La coalition appelée Maison des libertés est composée comme suit :
| Partis | Partis                                            | Idéologie                         | Chef de file           |
| ------ | ------------------------------------------------- | --------------------------------- | ---------------------- |
|        | Forza Italia (FI)                                 | Libéral-conservatisme             | Silvio Berlusconi      |
|        | Alliance nationale (AN)                           | National-conservatisme            | Gianfranco Fini        |
|        | Union des démocrates chrétiens et de centre (UDC) | Démocratie chrétienne             | Pier Ferdinando Casini |
|        | Ligue du Nord (LN)                                | Régionalisme, populisme de droite | Umberto Bossi          |
|        | Mouvement pour les autonomies (MpA)               | Régionalisme                      | Raffaele Lombardo      |
|        | Nouveau parti socialiste italien (PSI)            | Socialisme libéral                | Stefano Caldoro        |
|        | Démocratie chrétienne pour les autonomies (DCA)   | Démocratie chrétienne             | Gianfranco Rotondi     |
|        | Alternative sociale (AS)                          | Néofascisme                       | Alessandra Mussolini   |
|        | Mouvement social flamme tricolore (FT)            | Néofascisme                       | Luca Romagnoli         |
|        | Non à l’Euro (NE)                                 | Euroscepticisme                   | Renzo Rabellino        |

### Élections générales de 2008
La coalition est relancée après la dissolution de la Maison des libertés,. Lors des élections générales de 2008, la coalition, dont le chef de file et le candidat au poste de président du Conseil est Silvio Berlusconi, comprend les partis suivants :
| Partis | Partis                              | Idéologie                         | Chef de file      |
| ------ | ----------------------------------- | --------------------------------- | ----------------- |
|        | Le Peuple de la liberté (PdL)       | Libéral-conservatisme             | Silvio Berlusconi |
|        | Ligue du Nord (LN)                  | Régionalisme, populisme de droite | Umberto Bossi     |
|        | Mouvement pour les autonomies (MpA) | Régionalisme                      | Raffaele Lombardo |

### Élections générales de 2013
Aux élections générales de 2013, la coalition se présente avec Berlusconi comme chef de file. Elle comprend, entre autres :
| Partis | Partis                        | Idéologie                          | Chef de file        |
| ------ | ----------------------------- | ---------------------------------- | ------------------- |
|        | Le Peuple de la liberté (PdL) | Libéral-conservatisme              | Silvio Berlusconi   |
|        | Ligue du Nord (LN)            | Régionalisme, populisme de droite  | Roberto Maroni      |
|        | Frères d'Italie (FdI)         | National-conservatisme             | Giorgia Meloni      |
|        | La Droite (LD)                | Nationalisme                       | Francesco Storace   |
|        | Grande Sud (GS)               | Régionalisme                       | Gianfranco Miccichè |
|        | Parti des retraités (PP)      | Défense des intérêts des retraités | Carlo Fatuzzo       |
|        | Modérés en révolution (MiR)   | Libéral-conservatisme              | Gianpiero Samorì    |

### Élections générales de 2018
La coalition s'est représentée aux élections générales de 2018. La coalition est composée, entre autres, de :
|  | Partis                   | Idéologie              | Chef de file      |
|  | ------------------------ | ---------------------- | ----------------- |
|  | Ligue (Lega)             | Populisme de droite    | Matteo Salvini    |
|  | Forza Italia (FI)        | Libéral-conservatisme  | Silvio Berlusconi |
|  | Frères d'Italie (Fdl)    | National-conservatisme | Giorgia Meloni    |
|  | Nous avec l'Italie (NcI) | Démocratie chrétienne  | Raffaele Fitto    |

### Élections générales de 2022
La coalition s'est représentée aux élections générales de 2022. La coalition est composée, entre autres, de :
|  | Partis                | Idéologie              | Chef de file      |
|  | --------------------- | ---------------------- | ----------------- |
|  | Frères d'Italie (Fdl) | National-conservatisme | Giorgia Meloni    |
|  | Ligue (Lega)          | Populisme de droite    | Matteo Salvini    |
|  | Forza Italia (FI)     | Libéral-conservatisme  | Silvio Berlusconi |
|  | Nous, modérés (NM)    | Démocratie chrétienne  | Maurizio Lupi     |

Pour ces élections, la coalition adopte un programme promettant des baisses d'impôts, la « défense de la patrie », une réforme de l'UE et le soutien à l'OTAN et à l'Ukraine contre la Russie. Les partis, dont certains étaient auparavant eurosceptiques, promettent une « adhésion totale au processus d'intégration européenne », mais souhaitent une « révision » des règles de l'UE en matière de dépenses publiques et de gouvernance économique. Le programme insiste par ailleurs sur la défense et la promotion « des racines historiques et culturelles classiques et judéo-chrétiennes de l'Europe et de son identité », l’arrêt de l’immigration en ouvrant des centres de traitement des demandes d'asile en dehors de l'UE, l’augmentation du taux de natalité via une protection de l'emploi pour les jeunes mères et une réforme judiciaire pour « mettre fin aux procès médiatiques ».

## Résultats électoraux

### Chambre des députés
| Année électorale | Voix       | %    | +/-  | Place | Sièges    | Évolution | Chef de file      |
| ---------------- | ---------- | ---- | ---- | ----- | --------- | --------- | ----------------- |
| 1994             | 16 585 516 | 42,8 | Nv   | 1er   | 366 / 630 | Nv        | Silvio Berlusconi |
| 1996             | 15 027 030 | 40,1 | 2,7  | 2e    | 246 / 630 | 26        | Silvio Berlusconi |
| 2001             | 18 398 246 | 49,6 | 9,5  | 1er   | 368 / 630 | 122       | Silvio Berlusconi |
| 2006             | 18 977 843 | 49,7 | 0,1  | 2e    | 277 / 630 | 91        | Silvio Berlusconi |
| 2008             | 17 064 506 | 46,8 | 2,9  | 1er   | 344 / 630 | 67        | Silvio Berlusconi |
| 2013             | 9 923 109  | 29,2 | 17,6 | 2e    | 125 / 630 | 219       | Silvio Berlusconi |
| 2018             | 12 152 345 | 37,0 | 7,8  | 1er   | 265 / 630 | 140       | Matteo Salvini    |
| 2022             | 12 299 648 | 43,8 | 6,8  | 1er   | 237 / 400 | Nv        | Giorgia Meloni    |

### Sénat de la République
| Année électorale | Voix       | %    |      | Place | Sièges    | Évolution |                   | Chef de file   |
| 2008             | 15,508,899 | 47.3 | Nv   | 1     | 174 / 315 | Nv        | Silvio Berlusconi |                |
| 2013             | 9,405,679  | 30.7 | 16,6 | 2     | 117 / 315 | 57        | Silvio Berlusconi |                |
| 2018             | 11,327,549 | 37.5 | 6,8  | 1     | 135 / 315 | 18        | Matteo Salvini    |                |
| 2022             | 12,299,648 | 43,8 | 6,3  | 1     | 112 / 200 | Nv        |                   | Giorgia Meloni |